# 王一楨
王一楨（？—？），字以寧，號柱明，直隸池州府青陽縣人，軍籍，明朝政治人物。

## 生平
萬曆十九年（1591年）辛卯科應天鄉試第一百十五名舉人，二十三年（1595年）乙未科會試第二百九十九名，廷試三甲第九十三名進士。户部觀政，本年八月授山東邹县知县，课民农桑，設官庄百馀所，以处民之无恒业者。岁大祲，安集流移，赈恤备至。又广置学田，建孟子庙，邹人德之，立生祠十有二处。二十九年五月擢兵部車駕司主事，請停礦稅。三十一年（1603年）典河南鄉試，所拔稱得人。晉車駕司員外郎、武選司郎中，三十七年（1609年）十一月擢廣西蒼梧道參政，四十年（1612年）轉湖廣按察使、右布政使，四十五年（1617年）升左布政使。御苗靖盗，选侍卫，制藩璫，争册立，清皇木馀价三十万两，裁纸额五十万两，并贮库以充边饷，台使者方疏上其事，而以劳卒官，享年六十，朝论惜之，给传归其櫬。所在祀名宦，郡县祀乡贤，邑西与九華有专祠，并陪祀太白祠。

## 家族
曾祖王檜。祖父王天倫；父王世祿，庠生，初贈文林郎知縣，再贈兵部車駕司主事，加贈湖廣左布政使。母徐氏，贈太孺人。永感下。子王之瑛、王之琦。